# Rasmus Lauritsen
Rasmus Steensbæk Lauritsen (Brande, 27. veljače 1996.) danski je nogometaš koji igra na poziciji braniča. Trenutačno igra za Brøndby.

## Klupska karijera

### Midtjylland
Sa svojih 19 godina, Lauritsen je svoj prvi seniorski službeni nastup upisao 8. studenoga 2015. godine u utakmici protiv Esbjerga.

### Skive IK
Dana 5. siječnja 2016. godine, Lauritsen je potpisao za danskog prvoligaša Skive IK, s kojima je potpisao dvogodišnji ugovor.

### Vejle Boldklub
Lauritsen je dana 9. lipnja 2017. godine, potpisao za Vejle Boldklub na dvije godine. Par mjeseci kasnije, klub mu je odlučio produžiti ugovor na još godinu dana.

### IFK Norrköping
Dana 11. veljače 2019. godine, Rasmus je potpisao za švedskog prvoligaša IFK Norrköping na tri godine.

### Dinamo Zagreb
Dana 2. studenoga 2020. godine, potpisao je za zagrebački Dinamo. Prvi službeni nastup za novi klub upisao je 4. listopada 2020. godine, u utakmici protiv Varaždina. Utakmicu neće pamtiti po najboljem jer je u samom početku utakmice skrivio kazneni udarac. Prvi pogodak u "modrome" dresu, postigao je 13. prosinca 2020. godine, na gostujućoj utakmici protiv Rijeke.

## Reprezentativna karijera
Lauritsen nema još niti jedan nastup za reprezentativne selekcije.

## Privatni život
Rasmus ima brata blizanca, Frederika, koji je također nogometaš.
Omiljeni nogometni klub mu je engleski Arsenal.
Omiljeni nogometaš mu je bivši engleski reprezentativac, Andy Carroll.

## Statistika

### Klupska
ažurirano: 22. svibnja 2021.
- Nas. = nastupi; Gol. = golovi

| Klub              | Sezona            | Liga              | Liga | Liga | Kup  | Kup  | Europa | Europa | Ostalo | Ostalo | Ukupno | Ukupno |
| Klub              | Sezona            | Divizija          | Nas. | Gol. | Nas. | Gol. | Nas.   | Gol.   | Nas.   | Gol.   | Nas.   | Gol.   |
| ----------------- | ----------------- | ----------------- | ---- | ---- | ---- | ---- | ------ | ------ | ------ | ------ | ------ | ------ |
| Midtjylland       | 2015./16.         | Danska Superliga  | 1    | 0    | 0    | 0    | 0      | 0      | –      | –      | 1      | 0      |
| Midtjylland       | Ukupno            | Ukupno            | 1    | 0    | 0    | 0    | 0      | 0      | 0      | 0      | 1      | 0      |
| Skive IK          | 2015./16.         | 1. Danska liga    | 11   | 0    | 1    | 0    | –      | –      | –      | –      | 12     | 0      |
| Skive IK          | 2016./17.         | 1. Danska liga    | 20   | 3    | 0    | 0    | –      | –      | –      | –      | 20     | 3      |
| Skive IK          | Ukupno            | Ukupno            | 31   | 3    | 1    | 0    | 0      | 0      | 0      | 0      | 32     | 3      |
| Vejle BK          | 2017./18.         | 1. Danska liga    | 30   | 6    | 0    | 0    | –      | –      | –      | –      | 30     | 6      |
| Vejle BK          | 2018./19.         | Danska Superliga  | 18   | 2    | 0    | 0    | –      | –      | –      | –      | 18     | 2      |
| Vejle BK          | Ukupno            | Ukupno            | 48   | 8    | 0    | 0    | 0      | 0      | 0      | 0      | 48     | 8      |
| IFK Norrköping    | 2019.             | Allsvenskan       | 26   | 5    | 0    | 0    | 6      | 1      | –      | –      | 32     | 6      |
| IFK Norrköping    | 2020.             | Allsvenskan       | 22   | 6    | 3    | 0    | –      | –      | –      | –      | 25     | 6      |
| IFK Norrköping    | Ukupno            | Ukupno            | 48   | 11   | 3    | 0    | 6      | 1      | 0      | 0      | 57     | 12     |
| Dinamo Zagreb     | 2020./21.         | 1. HNL            | 24   | 1    | 3    | 0    | 11     | 0      | –      | –      | 38     | 1      |
| Dinamo Zagreb     | Ukupno            | Ukupno            | 24   | 1    | 3    | 0    | 11     | 0      | 0      | 0      | 38     | 1      |
| Ukupno u karijeri | Ukupno u karijeri | Ukupno u karijeri | 152  | 23   | 7    | 0    | 17     | 1      | 0      | 0      | 176    | 24     |

## Priznanja

### Klupska
Midtjylland
- Danska Superliga (1): 2014./15

Dinamo Zagreb
- 1. HNL/HNL (3): 2020./21., 2021./22., 2022./23.
- Hrvatski nogometni kup (1): 2020./21.
- Hrvatski nogometni superkup (1): 2022.

## Vanjske poveznice
- Profil, Soccerway
- Profil, Transfermarkt